# Lingue nilotiche
Le lingue nilotiche sono un gruppo di lingue della famiglia linguistica nilo-sahariana.

## Ripartizione geografica
Le lingue nilotiche sono parlate in una vasta area che si estende dal Sudan del Sud, al Kenya, all'Uganda fino alla Tanzania.

## Classificazione
Le lingue nilotiche costituiscono un sottogruppo di lingue facente parte del gruppo delle lingue sudaniche orientali, all'interno della famiglia linguistica nilo-sahariana.
Secondo ethnologue.com (18ª edizione, 2015) il gruppo è da classificare nel seguente modo: 
(tra parentesi tonda il numero di lingue che formano i vari sottogruppi, per le lingue isolate, in corsivo, la nazione in cui sono parlate )
[tra parentesi quadre, per le lingue isolate, in corsivo, il codice linguistico internazionale]
- Lingue nilotiche (53)
  - orientali (16)
    - Bari (3)
      - Lingua Bari [bfa] (Sudan del Sud)
      - Lingua Kakua [keo] (Uganda)
      - Lingua Mandari [mqu] (Sudan del Sud)

    - Lotuxo-Teso (13)
      - Lotuxo-Maa (8)
        - Lotuxo (5)
          - Lingua Dongotono [ddd] (Sudan del Sud)
          - Lingua Lango [lno] (Sudan del Sud)
          - Lingua Lokoja [lky] (Sudan del Sud)
          - Lingua Lopit [lpx] (Sudan del Sud)
          - Lingua Otuho [lot] (Sudan del Sud)

        - Ongamo-Maa (3)
          - Lingua Maasai [mas] (Kenya)
          - Lingua Ngasa [nsg] (Tanzania)
          - Lingua Samburu [saq] (Kenya)

      - Teso-Turkana (5)
        - Lingua Teso [teo] (Uganda)
        - Turkana (4)
          - Lingua Ng’akarimogiong [kdj] (Uganda)
          - Lingua Njangatom [nnj] (Etiopia)
          - Lingua Toposa [toq] (Sudan del Sud)
          - Lingua Turkana [tuv] (Kenya)

    - Meridionali (15)
      - Kalenjin (13)
        - Elgon (2)
          - Lingua Kupsapiinj [kpz] (Uganda)
          - Lingua Sabaot [spy] (Kenya)

        - Nandi-Markweta (9)
          - Lingua Kipsigis [sgc] (Kenya)
          - Lingua Markueeta [enb] (Kenya)
          - Nandi (7)
            - Lingua Keiyo [eyo] (Kenya)
            - Lingua Kisankasa [kqh] (Tanzania)
            - Lingua Mediak [mwx] (Tanzania)
            - Lingua Mosiro [mwy] (Tanzania)
            - Lingua Nandi [niq] (Kenya)
            - Lingua Terik [tec] (Kenya)
            - Lingua Tugen [tuy] (Kenya)
            - Lingua Okiek [oki] (Kenya)
            - Lingua Pökoot [pko] (Kenya)

          - Tatoga (2)
            - Lingua Datooga [tcc] (Tanzania)
            - Lingua Omotik [omt] (Kenya)

    - Occidentali (22)
      - Dinka-Nuer (7)
        - Dinka (5)
          - Lingua Dinka nordorientale [dip] (Sudan del Sud)
          - Lingua Dinka nordoccidentale [diw] (Sudan del Sud)
          - Lingua Dinka centromeridionale [dib] (Sudan del Sud)
          - Lingua Dinka centroorientale [dks] (Sudan del Sud)
          - Lingua Dinka centrooccidentale [dik] (Sudan del Sud)

        - Nuer (2)
          - Lingua Nuer [nus] (Sudan del Sud)
          - Lingua Reel [atu] (Sudan del Sud)

      - Luo (15)
        - Settentrionali (9)
          - Lingua Anuak [anu] (Sudan del Sud)
          - Lingua Belanda Bor [bxb] (Sudan del Sud)
          - Lingua Luvo [lwo] (Sudan del Sud)
          - Mabaan-Burun (3)
            - Lingua Burun [bdi] (Sudan)
            - Mabaan (2)
              - Lingua Giumgium [jum] (Sudan)
              - Lingua Mabaan [mfz] (Sudan del Sud)

          - Lingua Shilluk [shk] (Sudan del Sud)
          - Lingua Thuri [thu] (Sudan del Sud)
          - Lingua Päri [lkr] (Sudan del Sud)

        - Meridionali (6)
          - Lingua Adhola [adh] (Uganda)
          - Lingua Kumam [kdi] (Uganda)
          - Luo-Acholi (4)
            - Alur-Acholi (3)
              - Lingua Alur [alz] (Repubblica Democratica del Congo)
              - Lango-Acholi (2)
                - Lingua Acioli [ach] (Uganda)
                - Lingua Lango [laj] (Uganda)

            - Lingua Dholuo [luo] (Kenya)